# Багіров Рубен Христофорович
Рубен Христофорович Багіров (нар. 17 червня 1908, Шуші, Єлизаветпольська губернія — 20 лютого 1978, П'ятигорськ, Ставропольський край) — радянський офіцер, учасник Німецько-радянської війни, Герой Радянського Союзу (1944).

## Біографія
Закінчив прискорений курс Ашхабадського військового піхотного училища.
За мужність і героїзм, проявлений у боях за визволення України і Польщі в 1944 році було присвоєно звання Героя Радянського Союзу.
З боями форсував Західний Буг, Сян, Віслу.
Був важко поранений на Сандомирському плацдармі.

## Нагороди і відзнаки
Нагороджений: Золотою Зіркою Героя СРСР, орденом Леніна, орденом Червоної Зірки, різними медалями.

## Пам'ять
Встановлено пам'ятний знак у місті Шептицький, Львівська область, Україна. У 2022 році пам'ятний знак був демонтований у зв'язку з декомунізацією України.
Ім'я героя висічене на пам'ятній дошці в Алеї героїв міста П'ятигорська.